# ايبرهارد مولر
ايبرهارد مولر (بالألمانية: Eberhard Müller-Elmau) (و. 1905 – 1995 م) هو ممثل، من ألمانيا، توفي في غوتينغن، عن عمر يناهز 90 عاماً.

## وصلات خارجية
- ايبرهارد مولر على موقع IMDb (الإنجليزية)
- ايبرهارد مولر على موقع ألو سيني (الفرنسية)
- ايبرهارد مولر على موقع ديسكوغز (الإنجليزية)
- ايبرهارد مولر على موقع كينوبويسك (الروسية)